# Cantonul Jurançon
Cantonul Jurançon este un canton din arondismentul Pau, departamentul Pyrénées-Atlantiques, regiunea Aquitania, Franța.

## Comune
- Bosdarros
- Gan
- Jurançon
- Laroin
- Pau (parțial, reședință)
- Saint-Faust